# 香港海灘
香港海岸線長而彎曲，令香港境內有很多海灣和海灘。

## 地理環境
由於香港以山地為主，因此很多海灣都被高山作為天然屏障。這對阻隔海風有很大的幫助，減低海浪的威力。

## 管理
目前，康樂及文化事務署一共管理41個泳灘。其中12個位於香港島，集中於南區東部；29個位於新界及離島區，集中於西貢區、荃灣區、屯門區、大嶼山南部、長洲及南丫島。另外亦有一些非政府刊憲海灘。
| 泳灘名稱             | 地區   | 分區     | 政府刊憲泳灘 | 開放 |
| -------------------- | ------ | -------- | ------------ | ---- |
| 赤柱正灘泳灘         | 南區   | 赤柱     | 是           | 是   |
| 夏萍灣泳灘           | 南區   | 赤柱     | 是           | 否   |
| 舂坎角泳灘           | 南區   | 赤柱     | 是           | 是   |
| 聖士提反灣泳灘       | 南區   | 赤柱     | 是           | 是   |
| 龜背灣泳灘           | 南區   | 石澳     | 是           | 是   |
| 石澳泳灘             | 南區   | 石澳     | 是           | 是   |
| 石澳後灘泳灘         | 南區   | 石澳     | 是           | 否   |
| 土地灣               | 南區   | 石澳     | 否           | －   |
| 大浪灣泳灘           | 南區   | 石澳     | 是           | 是   |
| 深水灣泳灘           | 南區   | 香島道   | 是           | 是   |
| 淺水灣泳灘           | 南區   | 香島道   | 是           | 是   |
| 中灣泳灘             | 南區   | 香島道   | 是           | 是   |
| 南灣泳灘             | 南區   | 香島道   | 是           | 是   |
| 橋咀泳灘             | 西貢區 | 橋咀     | 是           | 是   |
| 半月灣／廈門灣泳灘   | 西貢區 | 橋咀     | 是           | 是   |
| 三星灣泳灘           | 西貢區 | 白沙灣   | 是           | 是   |
| 清水灣第一灣泳灘     | 西貢區 | 清水灣   | 是           | 是   |
| 清水灣第二灣泳灘     | 西貢區 | 清水灣   | 是           | 是   |
| 銀線灣泳灘           | 西貢區 | 清水灣   | 是           | 是   |
| 小棕林               | 西貢區 | 清水灣   | 否           | －   |
| 相思灣               | 西貢區 | 清水灣   | 否           | －   |
| 龍蝦灣               | 西貢區 | 清水灣   | 否           | －   |
| 碧沙灣               | 西貢區 | 清水灣   | 否           | －   |
| 露營灣               | 西貢區 | 清水灣   | 否           | －   |
| 白水碗               | 西貢區 | 清水灣   | 否           | －   |
| 東灣                 | 西貢區 | 大浪灣   | 否           | －   |
| 大灣                 | 西貢區 | 大浪灣   | 否           | －   |
| 鹹田灣               | 西貢區 | 大浪灣   | 否           | －   |
| 西灣                 | 西貢區 | 大浪灣   | 否           | －   |
| 浪茄仔               | 西貢區 | 浪茄     | 否           | －   |
| 浪茄灣               | 西貢區 | 浪茄     | 否           | －   |
| 白臘灣               | 西貢區 | 白臘     | 否           | －   |
| 白沙洲               | 西貢區 | 白沙洲   | 否           | －   |
| 馬頭環               | 西貢區 | 糧船灣海 | 否           | －   |
| 蠄蟧灣               | 西貢區 | 糧船灣海 | 否           | －   |
| 南風灣               | 西貢區 | 糧船灣海 | 否           | －   |
| 滘西灣               | 西貢區 | 滘西洲   | 否           | －   |
| 白環                 | 西貢區 | 滘西洲   | 否           | －   |
| 甕缸灣               | 西貢區 | 沙塘口山 | 否           | －   |
| 果洲灣               | 西貢區 | 果洲群島 | 否           | －   |
| 馬灣東灣泳灘         | 荃灣區 | 馬灣     | 是           | 是   |
| 釣魚灣泳灘           | 荃灣區 | 深井     | 是           | 是   |
| 雙仙灣泳灘           | 荃灣區 | 汀九     | 是           | 否   |
| 海美灣泳灘           | 荃灣區 | 汀九     | 是           | 是   |
| 更生灣泳灘           | 荃灣區 | 汀九     | 是           | 是   |
| 麗都灣泳灘           | 荃灣區 | 汀九     | 是           | 是   |
| 汀九灣泳灘           | 荃灣區 | 汀九     | 是           | 是   |
| 近水灣泳灘           | 荃灣區 | 汀九     | 是           | 是   |
| 青龍灣               | 荃灣區 | 汀九     | 否           | －   |
| 鑊底灣（已消失海灣） | 葵青區 | 青衣     | 否           | －   |
| 烏溪沙沙灘           | 沙田區 | 馬鞍山   | 否           | －   |
| 蝴蝶灣泳灘           | 屯門區 | 屯門     | 是           | 是   |
| 青山灣泳灘           | 屯門區 | 屯門     | 是           | 是   |
| 加多利灣泳灘         | 屯門區 | 屯門     | 是           | 是   |
| 舊咖啡灣泳灘         | 屯門區 | 屯門     | 是           | 是   |
| 新咖啡灣泳灘         | 屯門區 | 屯門     | 是           | 是   |
| 黃金泳灘             | 屯門區 | 屯門     | 是           | 是   |
| 龍鼓上灘             | 屯門區 | 龍鼓灘   | 否           | －   |
| 龍鼓灘               | 屯門區 | 龍鼓灘   | 否           | －   |
| 龍尾                 | 大埔區 | 船灣海   | 是           | 是   |
| 海下灣               | 大埔區 | 西貢北   | 否           | －   |
| 蚺蛇灣               | 大埔區 | 西貢北   | 否           | －   |
| 長沙灣               | 大埔區 | 東平洲   | 否           | －   |
| 涌灣                 | 北區   | 吉澳     | 否           | －   |
| 娥眉灣               | 北區   | 娥眉洲   | 否           | －   |
| 籮箕灣               | 北區   | 娥眉洲   | 否           | －   |
| 往灣洲東灣           | 北區   | 往灣洲   | 否           | －   |
| 銀礦灣泳灘           | 離島區 | 南大嶼山 | 是           | 是   |
| 貝澳泳灘             | 離島區 | 南大嶼山 | 是           | 是   |
| 上長沙泳灘           | 離島區 | 南大嶼山 | 是           | 是   |
| 下長沙泳灘           | 離島區 | 南大嶼山 | 是           | 是   |
| 塘福泳灘             | 離島區 | 南大嶼山 | 是           | 是   |
| 大浪灣               | 離島區 | 南大嶼山 | 否           | －   |
| 籮箕灣               | 離島區 | 南大嶼山 | 否           | －   |
| 狗嶺涌               | 離島區 | 南大嶼山 | 否           | －   |
| 分流東灣             | 離島區 | 南大嶼山 | 否           | －   |
| 分流西灣             | 離島區 | 南大嶼山 | 否           | －   |
| 大白灣               | 離島區 | 南大嶼山 | 否           | －   |
| 大浪灣               | 離島區 | 南大嶼山 | 否           | －   |
| 二浪灣               | 離島區 | 南大嶼山 | 否           | －   |
| 䃟石灣               | 離島區 | 北大嶼山 | 否           | －   |
| 沙螺灣               | 離島區 | 北大嶼山 | 否           | －   |
| 鹿頸灣               | 離島區 | 北大嶼山 | 否           | －   |
| 觀音灣泳灘           | 離島區 | 長洲     | 是           | 是   |
| 長洲東灣泳灘         | 離島區 | 長洲     | 是           | 是   |
| 大貴灣               | 離島區 | 長洲     | 否           | －   |
| 鯆魚灣               | 離島區 | 長洲     | 否           | －   |
| 白鰽灣               | 離島區 | 長洲     | 否           | －   |
| 洪聖爺灣泳灘         | 離島區 | 南丫島   | 是           | 是   |
| 蘆鬚城泳灘           | 離島區 | 南丫島   | 是           | 是   |
| 石排灣               | 離島區 | 南丫島   | 否           | －   |
| 模達灣               | 離島區 | 南丫島   | 否           | －   |
| 小鴉洲灣             | 離島區 | 索罟群島 | 否           | －   |

## 設施
大部分由康樂及文化事務署管理的泳灘設有救生員及裝有防鯊網，而部份更設有小食亭、燒烤設施、更衣室、淋浴設施及浮台等。
救生员通常会在一座高塔内并在发生危险时摇铃通知在下面的同事。

## 泳灘水質監測計劃
香港環境保護署制訂了一個泳灘水質監測計劃。按水中大腸桿菌數量，將泳灘分為4級。
| 泳灘等級制度 | 泳灘等級制度 | 泳灘等級制度         | 泳灘等級制度 |
| ------------ | ------------ | -------------------- | ------------ |
| 等級         | 泳灘水質     | 每百毫升大腸桿菌數量 | 輕微疾病率＊ |
| 1            | 良好         | <=24                 | 不能驗出     |
| 2            | 一般         | 25-180               | <=10宗       |
| 3            | 欠佳         | 181-610              | 11至15宗     |
| 4            | 極差         | >610                 | >15宗        |

＊皮膚病及腸胃病。

## 警告信号旗

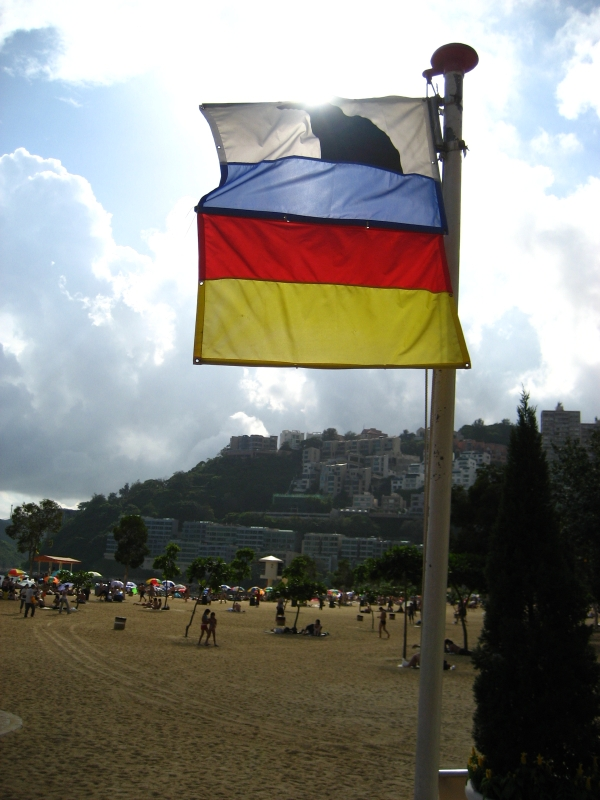
图中显示该海滩有救生员和鲨鱼出没。

香港泳灘紅旗

香港康文署管辖的沙滩有四种旗帜。

### 红
有危险（包括红潮、恶劣天气或污染），不要下水。

### 红+黄
有救生员当职（在岗）。

### 鲨鱼鳍
有鲨鱼出现在附近，不要下水。

### 红十字旗
有医疗服务。